# Ares
Trong thần thoại Hy Lạp, thần Ares (tiếng Hy Lạp: Άρης) là một trong mười hai vị thần trên đỉnh Olympus. Ares là con trai thứ hai của thần tối cao Zeus và nữ thần Hera. Thần Ares được coi như tương đương với thần Mars trong thần thoại La Mã.
Ares là thần của chiến tranh, thần của các chiến binh và của các trận đánh khốc liệt. Ares được xem là vị thần có khả năng quyết định thắng bại của mọi cuộc chiến. Trong thần thoại, thần thường được miêu tả cầm một ngọn giáo dính máu đỏ tươi. Thần Ares có ngoại hình xinh đẹp, trẻ trung nhưng bản tính rất tàn bạo. Tương truyền chiếc ngai của thần trên Đỉnh Olympus được bọc kín bằng da người. Dù Ares là con dứt ruột đẻ ra nhưng Zeus và Hera chẳng thương mến gì Ares vì bản tính hiếu chiến và ngông cuồng.
Thần tạo ra vô vàn các cuộc chiến cả ở hạ giới lẫn trên cõi thần linh chỉ vì Zeus và Hera không xem trọng mình. Là một vị thần bất tử nhưng Ares đã bị người anh hùng Heracles đánh bại trong một trận đánh và có lần còn suýt bị hai tên khổng lồ Otus và Ephialtes ném xuống địa ngục. Khi bị thương trong cuộc chiến thành Troia, thần đã không được Zeus đoái hoài gì đến.
Giống như các thành bang khác của Hy Lạp cổ đại, nếu như thủ đô Athen thờ phụng thần Athena, thì ở thành Sparta, họ phụng sự tuyệt đối thần chiến tranh Ares.

## Từ nguyên
Từ nguyên của cái tên Ares thường được kết nối với từ ἀρή (arē) tiếng Hy Lạp, dạng Ionic của từ ἀρά (ara) tiếng Doric, có nghĩa là "tai ương, điêu tàn, lời nguyền". Walter Burkert nhận xét rằng "Ares rõ ràng là một danh từ trừu tượng cổ đại có nghĩa là đám đông trong trận chiến, chiến tranh." Văn hào Homeros sử dụng từ ares với ý nghĩa "trận chiến" trong sử thi Iliad. Nhà ngôn học Hà Lan R. S. P. Beekes cho rằng danh xưng Ares có nguồn gốc Tiền-Hy Lạp.

## Truyền thuyết về thần Ares

### Tình yêu của Ares và Aphrodite
Được gả cho Hephaistos, Aphrodite thấy chồng xấu xí lại thọt chân nên không chung thủy với chồng mà hay lăng nhăng với các thần khác kể cả người trần. Một truyền thuyết nổi tiếng khác về thần Ares là cuộc tình giữa Ares và Aphrodite (Odyssey, chương 8). Và rồi thần Mặt Trời Helios đã trông thấy đôi tình nhân đang bí mật ân ái với nhau trong lâu đài của Hephaistos. Helios liền mách cho chồng của Aphrodite. Tức giận, Hephaistos đã trả thù bằng cách chăng một tấm lưới vô hình quanh giường của Aphrodite để bắt quả tang. Vào đúng thời điểm thích hợp, tấm lưới này buông xuống tóm chặt Ares và Aphrodite đang ôm ấp nhau. Hephaistos còn mời tất cả những vị thần trên đỉnh Olympus đến xem. Một vài vị bình phẩm về nhan sắc của Aphrodite, số khác lại bình luận rằng họ rất muốn đổi chỗ cho Ares, nhưng tất cả đều chế giễu hai người.
Hephaistos bắt Ares nộp tiền phạt, và trả lại Aphrodite cho cha mẹ nàng - thần Zeus và nữ thần Dione (dù theo đa phần các câu chuyện thần thoại khác thì mô tả Aphrodite sinh ra từ bộ phận sinh dục của Uranus rơi xuống biển). Khi đôi tình nhân được thả ra, Ares xấu hổ trốn thẳng về quê nhà ở Thrace, Aphrodite ôm mặt chạy về đảo Cyprus, còn các vị thần được một trận cười vỡ bụng. 

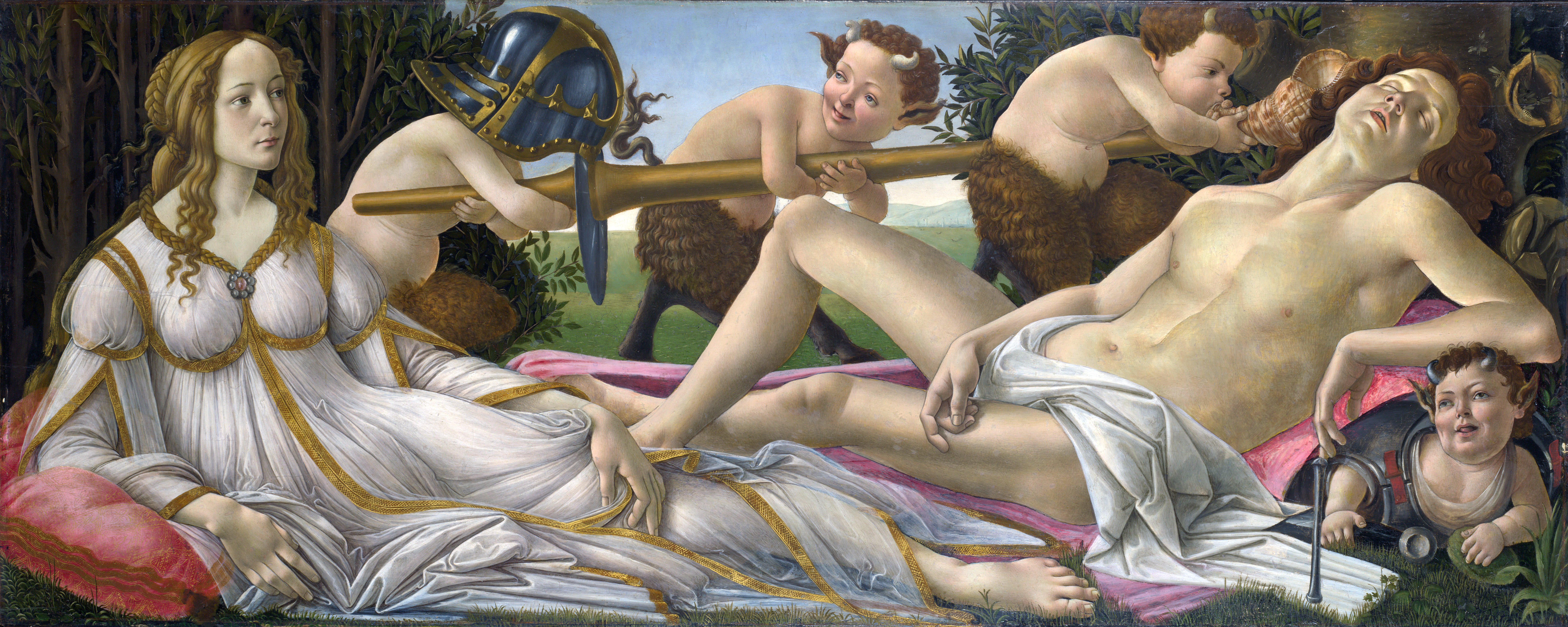
Aphrodite và Ares, họa sĩ Sandro Botticelli, 1483

Một dị bản khác kể chi tiết rằng Ares đã cho một vị thần trẻ tuổi là Alectryon đứng ở cửa để báo hiệu khi nào Helios đến, vì Helios sẽ nói với Hephaistos sự không chung thủy của Aphrodite nếu hai người bị phát hiện, nhưng Alectryon đã ngủ quên. Helios đã phát hiện ra cặp uyên ương và báo cho Hephaestus. Ares rất tức giận và biến Alectryon thành con gà trống, con vật đến nay không bao giờ quên báo hiệu lúc mặt trời mọc.

### Những người tình và con cái của thần Ares
Ares không bao giờ kết hôn, cho dù thần có rất nhiều người tình và con cái. Ares được rất nhiều nữ thần yêu chuộng vì vẻ đẹp cá tính của mình. Ngoài Aphrodite, nữ thần tình yêu và sắc đẹp; còn có Eos, nữ thần ban mai với những ngón tay hồng là người đẹp nhất trong các nữ thần; rồi Nike (Victoria), nữ thần chiến thắng; và Eris, nữ thần gây hiềm khích; hay như Hebe - em gái của Ares, nữ thần tuổi trẻ có đôi má luôn đỏ hồng vì hay ngượng, người mang rượu và thức ăn cho các thần trên Đỉnh Olympus, nàng cũng là người tắm cho Ares; đều là những người tình chung thủy và lâu dài của Ares.
Đôi tình nhân Ares và Aphrodite sinh rất nhiều con, đó là Eros, Anteros, Phobos, Deimos, Himeros, Harmonia và Adrestia.

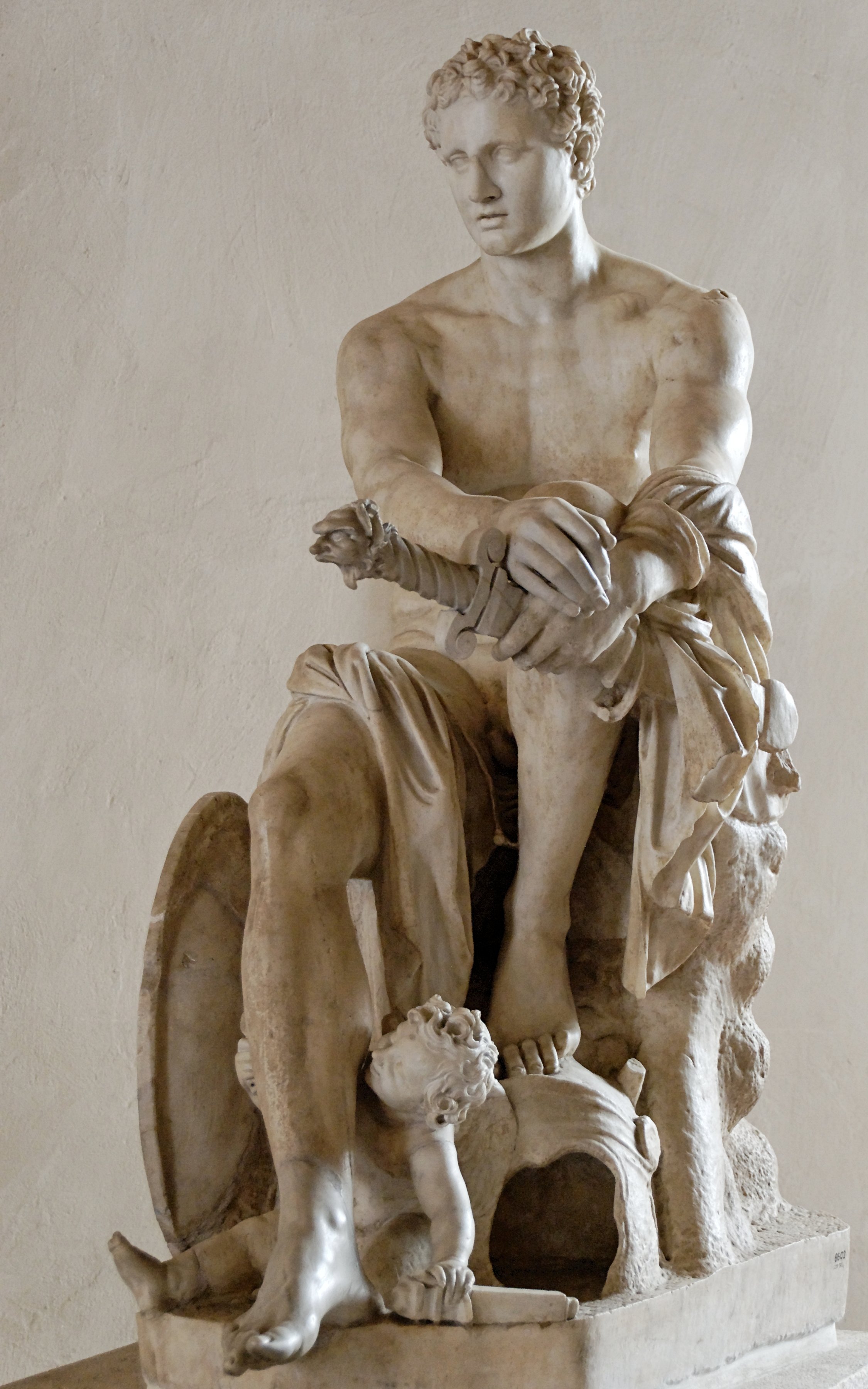
Ares và con trai Eros

## Sự thờ cúng thần Ares
Thần Mars trong thần thoại La Mã và thần Ares được xem là như nhau.
Mars được xem là cha của Romulus và Remus, hai huyền thoại đã sáng lập ra thành phố Roma, nơi phát tích ra Đế chế La Mã. Vì vậy đối với người dân La Mã, thần Mars có vị trí rất quan trọng và được sùng kính như là tổ tiên của họ. Ngoài ra Sparta cũng là một nơi mà người dân sùng kính vị thần này.